# Llista d'espècies de linífids (T)
Llista d'espècies de linífids, per ordre alfabètic, que comencen per la lletra T. Apareixen totes les espècies descrites fins al 20 de novembre de 2006.
- Per a les llistes d'espècies amb les altres lletres de l'alfabet, aneu a l'article principal, Llista d'espècies de linífids.
- Per a la llista completa de tots els gèneres vegeu l'article Llista de gèneres de linífids.

## Gèneres i espècies

### Tachygyna
Tachygyna Chamberlin & Ivie, 1939
- Tachygyna alia Millidge, 1984 (EUA)
- Tachygyna cognata Millidge, 1984 (EUA)
- Tachygyna coosi Millidge, 1984 (EUA)
- Tachygyna delecta Chamberlin & Ivie, 1939 (EUA)
- Tachygyna exilis Millidge, 1984 (EUA, Canadà)
- Tachygyna gargopa (Crosby & Bishop, 1929) (EUA)
- Tachygyna haydeni Chamberlin & Ivie, 1939 (EUA, Canadà)
- Tachygyna pallida Chamberlin & Ivie, 1939 (EUA, Canadà)
- Tachygyna proba Millidge, 1984 (EUA, Canadà)
- Tachygyna sonoma Millidge, 1984 (EUA)
- Tachygyna speciosa Millidge, 1984 (EUA)
- Tachygyna tuoba (Chamberlin & Ivie, 1933) (EUA)
- Tachygyna ursina (Bishop & Crosby, 1938) (EUA, Canadà, Alaska)
- Tachygyna vancouverana Chamberlin & Ivie, 1939 (EUA, Canadà)
- Tachygyna watona Chamberlin, 1948 (EUA)

### Taibainus
Taibainus Tanasevitch, 2006
- Taibainus shanensis Tanasevitch, 2006 (Xina)

### Taibaishanus
Taibaishanus Tanasevitch, 2006
- Taibaishanus elegans Tanasevitch, 2006 (Xina)

### Tallusia
Tallusia Lehtinen & Saaristo, 1972
- Tallusia bicristata Lehtinen & Saaristo, 1972 (Turquia)
- Tallusia experta (O. P.-Cambridge, 1871) (Paleàrtic)
- Tallusia forficala (Zhu & Tu, 1986) (Xina)
- Tallusia pindos Thaler, 1997 (Grècia)
- Tallusia vindobonensis (Kulczyn'ski, 1898) (Central, Europa Oriental)

### Tanasevitchia
Tanasevitchia Marusik & Saaristo, 1999
- Tanasevitchia uralensis (Tanasevitch, 1983) (Rússia)

### Tapinocyba
Tapinocyba Simon, 1884
- Tapinocyba abetoneensis Wunderlich, 1980 (Itàlia)
- Tapinocyba affinis Lessert, 1907 (Paleàrtic)
  - Tapinocyba affinis orientalis Millidge, 1979 (Europa central)
  - Tapinocyba affinis pyrenaea Millidge, 1979 (França)
- Tapinocyba anceps Denis, 1948 (França)
- Tapinocyba barsica Kolosváry, 1934 (Hongria)
- Tapinocyba bicarinata (Emerton, 1913) (EUA)
- Tapinocyba bilacunata (L. Koch, 1881) (Alemanya)
- Tapinocyba biscissa (O. P.-Cambridge, 1872) (Paleàrtic)
- Tapinocyba Còrsega (Simon, 1884) (Còrsega)
- Tapinocyba dietrichi Crosby & Bishop, 1933 (EUA)
- Tapinocyba discedens Denis, 1948 (França)
- Tapinocyba distincta (Banks, 1892) (EUA)
- Tapinocyba emertoni Barrows & Ivie, 1942 (EUA)
- Tapinocyba gamma Chamberlin, 1948 (EUA)
- Tapinocyba hortensis (Emerton, 1924) (EUA)
- Tapinocyba insecta (L. Koch, 1869) (Paleàrtic)
- Tapinocyba kolymensis Eskov, 1989 (Rússia, Xina)
- Tapinocyba korgei Wunderlich, 1995 (Turquia)
- Tapinocyba latia Millidge, 1979 (Itàlia)
- Tapinocyba ligurica Thaler, 1976 (Itàlia, França)
- Tapinocyba lindrothi Hackman, 1954 (Canadà)
- Tapinocyba lucana Millidge, 1979 (Itàlia)
- Tapinocyba maureri Thaler, 1991 (Suïssa, Itàlia)
- Tapinocyba minuta (Emerton, 1909) (EUA, Canadà)
- Tapinocyba mitis (O. P.-Cambridge, 1882) (Bretanya, Latvia)
- Tapinocyba oiwa Saito, 1980 (Japó)
- Tapinocyba pallens (O. P.-Cambridge, 1872) (Europa fins a Armènia)
- Tapinocyba pontis Chamberlin, 1948 (EUA)
- Tapinocyba praecox (O. P.-Cambridge, 1873) (Europa)
- Tapinocyba prima Dupérré & Paquin, 2005 (EUA, Canadà)
- Tapinocyba silvestris Georgescu, 1973 (Àustria, Romania, Eslovènia)
- Tapinocyba silvicultrix Saito, 1980 (Japó)
- Tapinocyba simplex (Emerton, 1882) (EUA)
- Tapinocyba spoliatrix Tanasevitch, 1985 (Kirguizstan)
- Tapinocyba sucra Chamberlin, 1948 (EUA)
- Tapinocyba suganamii Saito & Ono, 2001 (Japó)
- Tapinocyba transsylvanica Kolosváry, 1934 (Transylvania)
- Tapinocyba ventosa Millidge, 1979 (França)
- Tapinocyba vermontis Chamberlin, 1948 (EUA)

### Tapinocyboides
Tapinocyboides Wiehle, 1960
- Tapinocyboides pygmaeus (Menge, 1869) (Paleàrtic)

### Tapinopa
Tapinopa Oestring, 1851
- Tapinopa bilineata Banks, 1893 (EUA)
- Tapinopa disjugata Simon, 1884 (Paleàrtic)
- Tapinopa gerede Saaristo, 1997 (Turquia)
- Tapinopa guttata Komatsu, 1937 (Rússia, Xina, Japó)
- Tapinopa hentzi Gertsch, 1951 (EUA)
- Tapinopa longidens (Wider, 1834) (Paleàrtic)
- Tapinopa vara Locket, 1982 (Malàisia)

### Taranucnus
Taranucnus Simon, 1884
- Taranucnus bihari Fage, 1931 (Europa Oriental)
- Taranucnus nishikii Yaginuma, 1972 (Japó)
- Taranucnus ornithes (Barrows, 1940) (EUA)
- Taranucnus setosus (O. P.-Cambridge, 1863) (Paleàrtic)

### Tchatkalophantes
Tchatkalophantes Tanasevitch, 2001
- Tchatkalophantes bonneti (Schenkel, 1963) (Xina)
- Tchatkalophantes huangyuanensis (Zhu & Li, 1983) (Xina)
- Tchatkalophantes hyperauritus (Loksa, 1965) (Mongòlia)
- Tchatkalophantes karatau Tanasevitch, 2001 (Kazakhstan)
- Tchatkalophantes kungei Tanasevitch, 2001 (Kirguizstan)
- Tchatkalophantes mongolicus Tanasevitch, 2001 (Mongòlia)
- Tchatkalophantes rupeus (Tanasevitch, 1986) (Kazakhstan)
- Tchatkalophantes tarabaevi Tanasevitch, 2001 (Kazakhstan)
- Tchatkalophantes tchatkalensis (Tanasevitch, 1983) (Àsia central)

### Tennesseellum
Tennesseellum Petrunkevitch, 1925
- Tennesseellum formica (Emerton, 1882) (EUA, Canadà, Alaska, Illes Marshall)

### Tenuiphantes
Tenuiphantes Saaristo & Tanasevitch, 1996
- Tenuiphantes aduncus (Zhu, Li & Sha, 1986) (Xina)
- Tenuiphantes aequalis (Tanasevitch, 1987) (Rússia, Armènia)
- Tenuiphantes alacris (Blackwall, 1853) (Paleàrtic)
- Tenuiphantes ancatus (Li & Zhu, 1989) (Xina)
- Tenuiphantes ateripes (Tanasevitch, 1988) (Rússia)
- Tenuiphantes canariensis (Wunderlich, 1987) (Illes Canàries)
- Tenuiphantes contortus (Tanasevitch, 1986) (Rússia, Geòrgia, Azerbaijan, Armènia)
- Tenuiphantes cracens (Zorsch, 1937) (Amèrica del Nord)
- Tenuiphantes cristatus (Menge, 1866) (Paleàrtic)
- Tenuiphantes drenskyi (van Helsdingen, 1977) (Bulgària)
- Tenuiphantes flavipes (Blackwall, 1854) (Paleàrtic)
- Tenuiphantes floriana (van Helsdingen, 1977) (Romania)
- Tenuiphantes fogarasensis (Weiss, 1986) (Romania)
- Tenuiphantes fulvus (Wunderlich, 1987) (Illes Canàries)
- Tenuiphantes herbicola (Simon, 1884) (França, Còrsega)
- Tenuiphantes jacksoni (Schenkel, 1925) (Suïssa, Àustria)
- Tenuiphantes jacksonoides (van Helsdingen, 1977) (Suïssa, Alemanya, Àustria)
- Tenuiphantes leprosoides (Schmidt, 1975) (Illes Canàries)
- Tenuiphantes mengei (Kulczyn'ski, 1887) (Paleàrtic)
- Tenuiphantes miguelensis (Wunderlich, 1992) (Açores, Madeira)
- Tenuiphantes monachus (Simon, 1884) (Europa)
- Tenuiphantes morosus (Tanasevitch, 1987) (Rússia, Geòrgia, Azerbaijan)
- Tenuiphantes nigriventris (L. Koch, 1879) (Holàrtic)
- Tenuiphantes perseus (van Helsdingen, 1977) (Iran)
- Tenuiphantes plumipes (Tanasevitch, 1987) (Nepal)
- Tenuiphantes retezaticus (Ruzicka, 1985) (Romania)
- Tenuiphantes sabulosus (Keyserling, 1886) (Amèrica del Nord)
- Tenuiphantes spiniger (Simon, 1929) (França)
- Tenuiphantes stramencola (Scharff, 1990) (Tanzània)
- Tenuiphantes striatiscapus (Wunderlich, 1987) (Illes Canàries)
- Tenuiphantes suborientalis Tanasevitch, 2000 (Rússia)
- Tenuiphantes tenebricola (Wider, 1834) (Paleàrtic)
- Tenuiphantes tenebricoloides (Schenkel, 1938) (Madeira)
- Tenuiphantes tenuis (Blackwall, 1852) (Europa, Àfrica del Nord (en qualsevol altre lloc, introduïda))
- Tenuiphantes wunderlichi (Saaristo & Tanasevitch, 1996) (Turquia)
- Tenuiphantes zebra (Emerton, 1882) (Amèrica del Nord)
- Tenuiphantes zelatus (Zorsch, 1937) (Amèrica del Nord)
- Tenuiphantes zibus (Zorsch, 1937) (Amèrica del Nord)
- Tenuiphantes zimmermanni (Bertkau, 1890) (Europa, Rússia)

### Tessamoro
Tessamoro Eskov, 1993
- Tessamoro pallidus Eskov, 1993 (Rússia)

### Thainetes
Thainetes Millidge, 1995
- Thainetes tristis Millidge, 1995 (Tailàndia)

### Thaiphantes
Thaiphantes Millidge, 1995
- Thaiphantes milneri Millidge, 1995 (Tailàndia)
- Thaiphantes similis Millidge, 1995 (Tailàndia)

### Thaleria
Thaleria Tanasevitch, 1984
- Thaleria alnetorum Eskov & Marusik, 1992 (Rússia)
- Thaleria evenkiensis Eskov & Marusik, 1992 (Rússia)
- Thaleria leechi Eskov & Marusik, 1992 (Rússia, Alaska)
- Thaleria orientalis Tanasevitch, 1984 (Rússia)
- Thaleria sajanensis Eskov & Marusik, 1992 (Rússia)
- Thaleria sukatchevae Eskov & Marusik, 1992 (Rússia)

### Thapsagus
Thapsagus Simon, 1894
- Thapsagus pulcher Simon, 1894 (Madagascar)

### Thaumatoncus
Thaumatoncus Simon, 1884
- Thaumatoncus indicator Simon, 1884 (França, Algèria, Tunísia)
- Thaumatoncus secundus Bosmans, 2002 (Algèria)

### Theoa
Theoa Saaristo, 1995
- Theoa tricaudata (Locket, 1982) (Seychelles, Malàisia)

### Theonina
Theonina Simon, 1929
- Theonina cornix (Simon, 1881) (Europa, Àfrica del Nord, Rússia)
- Theonina kratochvili Miller & Weiss, 1979 (Europa central fins a Rússia)
- Theonina linyphioides (Denis, 1937) (Algèria)

### Thyreobaeus
Thyreobaeus Simon, 1889
- Thyreobaeus scutiger Simon, 1889 (Madagascar)

### Thyreosthenius
Thyreosthenius Simon, 1884
- Thyreosthenius biovatus (O. P.-Cambridge, 1875) (Paleàrtic)
- Thyreosthenius parasiticus (Oestring, 1851) (Holàrtic)

### Tibiaster
Tibiaster Tanasevitch, 1987
- Tibiaster djanybekensis Tanasevitch, 1987 (Kazakhstan)
- Tibiaster wunderlichi Eskov, 1995 (Kazakhstan)

### Tibioploides
Tibioploides Eskov & Marusik, 1991
- Tibioploides arcuatus (Tullgren, 1955) (Escandinàvia, Rússia, Estònia)
- Tibioploides cyclicus Sha & Zhu, 1995 (Xina)
- Tibioploides eskovianus Saito & Ono, 2001 (Japó)
- Tibioploides kurenstchikovi Eskov & Marusik, 1991 (Rússia)
- Tibioploides monticola Saito & Ono, 2001 (Japó)
- Tibioploides pacificus Eskov & Marusik, 1991 (Rússia)
- Tibioploides stigmosus (Xia i cols., 2001) (Xina)

### Tibioplus
Tibioplus Chamberlin & Ivie, 1947
- Tibioplus diversus (L. Koch, 1879) (Escandinàvia, Rússia, Mongòlia, Alaska)
- Tibioplus tachygynoides Tanasevitch, 1989 (Kirguizstan)

### Tiso
Tiso Simon, 1884
- Tiso aestivus (L. Koch, 1872) (Holàrtic)
- Tiso biceps Gao, Zhu & Gao, 1993 (Xina)
- Tiso camillus Tanasevitch, 1990 (Azerbaijan)
- Tiso megalops Caporiacco, 1935 (Karakorum)
- Tiso strandi Kolosváry, 1934 (Hongria)
- Tiso vagans (Blackwall, 1834) (Europa, Rússia)

### Tmeticides
Tmeticides Strand, 1907
- Tmeticides araneiformis Strand, 1907 (Madagascar)

### Tmeticus
Tmeticus Menge, 1868
- Tmeticus affinis (Blackwall, 1855) (Paleàrtic)
- Tmeticus auritus Fage, 1938 (Costa Rica)
- Tmeticus bipunctis (Bösenberg & Strand, 1906) (Rússia, Japó)
- Tmeticus hipponensis Simon, 1926 (Algèria)
- Tmeticus neserigonoides Saito & Ono, 2001 (Japó)
- Tmeticus nigerrimus Saito & Ono, 2001 (Japó)
- Tmeticus nigriceps (Kulczyn'ski, 1916) (Noruega, Rússia)
- Tmeticus ornatus (Emerton, 1914) (EUA)
- Tmeticus tolli Kulczyn'ski, 1908 (Rússia)
- Tmeticus vulcanicus Saito & Ono, 2001 (Japó)

### Tojinium
Tojinium Saito & Ono, 2001
- Tojinium japonicum Saito & Ono, 2001 (Japó)

### Tomohyphantes
Tomohyphantes Millidge, 1995
- Tomohyphantes niger Millidge, 1995 (Krakatoa)
- Tomohyphantes opacus Millidge, 1995 (Krakatoa)

### Toschia
Toschia Caporiacco, 1949
- Toschia aberdarensis Holm, 1962 (Kenya)
- Toschia casta Jocqué & Scharff, 1986 (Tanzània)
- Toschia celans Gao, Xing & Zhu, 1996 (Xina)
- Toschia concolor Caporiacco, 1949 (Kenya)
- Toschia cypericola Jocqué, 1981 (Malawi)
- Toschia minuta Jocqué, 1984 (Sud-àfrica)
- Toschia picta Caporiacco, 1949 (Congo, Kenya)
- Toschia spinosa Holm, 1968 (Congo)
- Toschia telekii Holm, 1962 (Kenya)
- Toschia virgo Jocqué & Scharff, 1986 (Tanzània)

### Totua
Totua Keyserling, 1891
- Totua gracilipes Keyserling, 1891 (Brasil)

### Trachyneta
Trachyneta Holm, 1968
- Trachyneta extensa Holm, 1968 (Congo)
- Trachyneta jocquei Merrett, 2004 (Malawi)

### Traematosisis
Traematosisis Bishop & Crosby, 1938
- Traematosisis bispinosus (Emerton, 1911) (EUA)

### Trematocephalus
Trematocephalus Dahl, 1886
- Trematocephalus cristatus (Wider, 1834) (Paleàrtic)
- Trematocephalus obscurus Denis, 1950 (França)
- Trematocephalus simplex Simon, 1894 (Sri Lanka)
- Trematocephalus tripunctatus Simon, 1894 (Sri Lanka)

### Trichobactrus
Trichobactrus Wunderlich, 1995
- Trichobactrus brevispinosus Wunderlich, 1995 (Mongòlia)

### Trichoncoides
Trichoncoides Denis, 1950
- Trichoncoides pilosus Denis, 1950 (França)
- Trichoncoides piscator (Simon, 1884) (Paleàrtic)

### Trichoncus
Trichoncus Simon, 1884
- Trichoncus affinis Kulczyn'ski, 1894 (Paleàrtic)
- Trichoncus aurantiipes Simon, 1884 (Marroc, Algèria, Tunísia)
- Trichoncus auritus (L. Koch, 1869) (Europa, Rússia)
- Trichoncus gibbulus Denis, 1944 (França)
- Trichoncus hackmani Millidge, 1955 (Central, Europa Septentrional)
- Trichoncus helveticus Denis, 1965 (Suïssa, França)
- Trichoncus hirtus Denis, 1965 (Còrsega)
- Trichoncus hispidosus Tanasevitch, 1990 (Rússia)
- Trichoncus hyperboreus Eskov, 1992 (Rússia)
- Trichoncus kenyensis Thaler, 1974 (Kenya)
- Trichoncus lanatus Tanasevitch, 1987 (Geòrgia)
- Trichoncus maculatus Fei, Gao & Zhu, 1997 (Xina)
- Trichoncus monticola Denis, 1965 (Espanya)
- Trichoncus nairobi Russell-Smith & Jocqué, 1986 (Kenya)
- Trichoncus orientalis Eskov, 1992 (Rússia)
- Trichoncus patrizii Caporiacco, 1953 (Itàlia)
- Trichoncus pinguis Simon, 1926 (Espanya)
- Trichoncus saxicola (O. P.-Cambridge, 1861) (Europa, Rússia)
- Trichoncus scrofa Simon, 1884 (França, Mallorca, Itàlia)
- Trichoncus similipes Denis, 1965 (Portugal)
- Trichoncus simoni (Lessert, 1904) (Suïssa, Alemanya, Àustria, República Txeca)
- Trichoncus sordidus Simon, 1884 (Europa)
- Trichoncus steppensis Eskov, 1995 (Kazakhstan)
- Trichoncus trifidus Denis, 1965 (Portugal)
- Trichoncus uncinatus Denis, 1965 (Algèria)
- Trichoncus varipes Denis, 1965 (Europa)
- Trichoncus vasconicus Denis, 1944 (Paleàrtic)

### Trichopterna
Trichopterna Kulczyn'ski, 1894
- Trichopterna cito (O. P.-Cambridge, 1872) (Paleàrtic)
- Trichopterna cucurbitina (Simon, 1881) (França)
- Trichopterna grummi Tanasevitch, 1989 (Àsia central)
- Trichopterna krueperi (Simon, 1884) (Grècia)
- Trichopterna loricata Denis, 1962 (Tanzània)
- Trichopterna lucasi (O. P.-Cambridge, 1875) (Algèria)
- Trichopterna macrophthalma Denis, 1962 (Tanzània)
- Trichopterna rotundiceps Denis, 1962 (Tanzània)
- Trichopterna seculifera Denis, 1962 (Tanzània)
- Trichopterna thorelli (Oestring, 1861) (Paleàrtic)

### Triplogyna
Triplogyna Millidge, 1991
- Triplogyna major Millidge, 1991 (Colòmbia)
- Triplogyna minor Millidge, 1991 (Brasil)

### Troglohyphantes
Troglohyphantes Joseph, 1881
- Troglohyphantes adjaricus Tanasevitch, 1987 (Geòrgia)
- Troglohyphantes affinis (Kulczyn'ski, 1914) (Croàcia, Bòsnia-Hercegovina)
- Troglohyphantes affirmatus (Simon, 1913) (Espanya)
- Troglohyphantes albicaudatus Bosmans, 2006 (Algèria)
- Troglohyphantes albopictus Pesarini, 1989 (Itàlia)
- Troglohyphantes aldae Pesarini, 2001 (Itàlia)
- Troglohyphantes alluaudi Fage, 1919 (Espanya)
- Troglohyphantes balazuci Dresco, 1956 (França)
- Troglohyphantes birsteini Charitonov, 1947 (Rússia, Geòrgia)
- Troglohyphantes bolivarorum Machado, 1939 (Espanya)
- Troglohyphantes bolognai Brignoli, 1975 (Itàlia)
- Troglohyphantes bonzanoi Brignoli, 1979 (Itàlia)
- Troglohyphantes boudewijni Deeleman-Reinhold, 1974 (Montenegro)
- Troglohyphantes brevipes Deeleman-Reinhold, 1978 (Bòsnia-Hercegovina)
- Troglohyphantes brignolii Deeleman-Reinhold, 1978 (Itàlia, Croàcia)
- Troglohyphantes bureschianus Deltshev, 1975 (Bulgària)
- Troglohyphantes caecus Fage, 1919 (França)
- Troglohyphantes caligatus Pesarini, 1989 (Suïssa, Itàlia)
- Troglohyphantes cantabricus (Simon, 1911) (Espanya)
- Troglohyphantes caporiaccoi Brignoli, 1971 (Itàlia)
- Troglohyphantes cavadinii Pesarini, 1989 (Itàlia)
- Troglohyphantes cerberus (Simon, 1884) (França)
- Troglohyphantes charitonovi Tanasevitch, 1987 (Rússia)
- Troglohyphantes cirtensis (Simon, 1910) (Algèria)
- Troglohyphantes comottii Pesarini, 1989 (Itàlia)
- Troglohyphantes confusus Kratochvíl, 1939 (Europa Oriental)
- Troglohyphantes croaticus (Chyzer, 1894) (Europa Oriental)
- Troglohyphantes cruentus Brignoli, 1971 (Eslovènia)
- Troglohyphantes dalmaticus (Kulczyn'ski, 1914) (Croàcia, Macedònia del Nord)
- Troglohyphantes deelemanae Tanasevitch, 1987 (Geòrgia)
- Troglohyphantes dekkingae Deeleman-Reinhold, 1978 (Bòsnia-Hercegovina)
  - Troglohyphantes dekkingae pauciaculeatus Deeleman-Reinhold, 1978 (Bòsnia-Hercegovina)
- Troglohyphantes delmastroi Pesarini, 2001 (Itàlia)
- Troglohyphantes diabolicus Deeleman-Reinhold, 1978 (Eslovènia)
- Troglohyphantes dinaricus (Kratochvíl, 1948) (Croàcia)
- Troglohyphantes diurnus Kratochvíl, 1932 (Àustria, Eslovènia, Croàcia)
- Troglohyphantes dominici Pesarini, 1988 (Itàlia)
- Troglohyphantes draconis Deeleman-Reinhold, 1978 (Macedònia del Nord)
- Troglohyphantes drenskii Deltshev, 1973 (Bulgària)
- Troglohyphantes excavatus Fage, 1919 (Itàlia, Àustria, Europa Oriental)
- Troglohyphantes exul Thaler, 1987 (Itàlia)
- Troglohyphantes fagei Roewer, 1931 (Alemanya, Àustria, Itàlia)
- Troglohyphantes fallax Deeleman-Reinhold, 1978 (Bòsnia-Hercegovina)
- Troglohyphantes fatalis Pesarini, 1988 (Itàlia)
- Troglohyphantes fugax (Kulczyn'ski, 1914) (Bòsnia-Hercegovina8)
- Troglohyphantes furcifer (Simon, 1884) (Espanya)
- Troglohyphantes gamsi Deeleman-Reinhold, 1978 (Eslovènia)
- Troglohyphantes gestroi Fage, 1933 (Itàlia)
- Troglohyphantes giromettai (Kulczyn'ski, 1914) (Croàcia)
- Troglohyphantes gladius Wunderlich, 1995 (Turquia)
- Troglohyphantes gracilis Fage, 1919 (Eslovènia)
- Troglohyphantes gregori (Miller, 1947) (República Txeca)
- Troglohyphantes hadzii Kratochvíl, 1934 (Bòsnia-Hercegovina)
- Troglohyphantes helsdingeni Deeleman-Reinhold, 1978 (Àustria, Eslovènia)
- Troglohyphantes henroti Dresco, 1956 (França)
- Troglohyphantes herculanus (Kulczyn'ski, 1894) (Europa Oriental)
- Troglohyphantes inermis Deeleman-Reinhold, 1978 (Macedònia del Nord)
- Troglohyphantes iulianae Brignoli, 1971 (Itàlia)
- Troglohyphantes jamatus Roewer, 1931 (Eslovènia)
- Troglohyphantes jeanneli Dumitrescu & Georgescu, 1970 (Romania)
- Troglohyphantes juris Thaler, 1982 (Itàlia)
- Troglohyphantes karawankorum Deeleman-Reinhold, 1978 (Àustria, Eslovènia)
- Troglohyphantes konradi Brignoli, 1975 (Itàlia)
- Troglohyphantes kordunlikanus Deeleman-Reinhold, 1978 (Croàcia)
- Troglohyphantes kratochvili Drensky, 1935 (Macedònia del Nord)
- Troglohyphantes lakatnikensis Drensky, 1931 (Bulgària)
- Troglohyphantes latzeli Thaler, 1986 (Àustria)
- Troglohyphantes lesserti Kratochvíl, 1935 (Balcans)
- Troglohyphantes lessinensis Caporiacco, 1936 (Itàlia)
- Troglohyphantes liburnicus Caporiacco, 1927 (Balcans)
- Troglohyphantes lucifuga (Simon, 1884) (Europa)
- Troglohyphantes marqueti (Simon, 1884) (França)
  - Troglohyphantes marqueti pauciaculeatus Simon, 1929 (França)
- Troglohyphantes microcymbium Pesarini, 2001 (Itàlia)
- Troglohyphantes milleri (Kratochvíl, 1948) (Bòsnia-Hercegovina)
- Troglohyphantes montanus Absolon & Kratochvíl, 1932 (Bòsnia-Hercegovina)
- Troglohyphantes nigraerosae Brignoli, 1971 (Itàlia)
- Troglohyphantes noricus (Thaler & Polenec, 1974) (Alemanya, Àustria)
- Troglohyphantes novicordis Thaler, 1978 (Àustria)
- Troglohyphantes numidus (Simon, 1911) (Algèria)
- Troglohyphantes nyctalops Simon, 1911 (Espanya)
- Troglohyphantes orghidani Dumitrescu & Georgescu, 1977 (Romania)
- Troglohyphantes oromii (Ribera & Blasco, 1986) (Illes Canàries)
- Troglohyphantes orpheus (Simon, 1884) (França)
- Troglohyphantes paulusi Thaler, 2002 (Iran)
- Troglohyphantes pavesii Pesarini, 1988 (Itàlia)
- Troglohyphantes pedemontanus (Gozo, 1908) (Itàlia)
- Troglohyphantes phragmitis (Simon, 1884) (França)
- Troglohyphantes pisidicus Brignoli, 1971 (Turquia)
- Troglohyphantes pluto Caporiacco, 1938 (Itàlia)
- Troglohyphantes poleneci Wiehle, 1964 (Itàlia, Eslovènia)
- Troglohyphantes polyophthalmus Joseph, 1881 (Eslovènia)
- Troglohyphantes pretneri Deeleman-Reinhold, 1978 (Montenegro)
- Troglohyphantes pugnax Deeleman-Reinhold, 1978 (Bòsnia-Hercegovina)
- Troglohyphantes pumilio Denis, 1959 (França)
- Troglohyphantes pyrenaeus Simon, 1907 (França)
- Troglohyphantes racovitzai Dumitrescu & Georgescu, 1970 (Romania)
- Troglohyphantes regalini Pesarini, 1989 (Itàlia)
- Troglohyphantes roberti Deeleman-Reinhold, 1978 (Croàcia)
  - Troglohyphantes roberti dalmatensis Deeleman-Reinhold, 1978 (Croàcia)
- Troglohyphantes ruffoi Caporiacco, 1936 (Itàlia)
- Troglohyphantes salax (Kulczyn'ski, 1914) (Bòsnia-Hercegovina)
- Troglohyphantes saouaf Bosmans, 2006 (Algèria, Tunísia)
- Troglohyphantes sbordonii Brignoli, 1975 (Àustria, Itàlia, Eslovènia)
- Troglohyphantes schenkeli (Miller, 1937) (Slovak Rep.)
- Troglohyphantes sciakyi Pesarini, 1989 (Itàlia)
- Troglohyphantes scientificus Deeleman-Reinhold, 1978 (Itàlia, Eslovènia)
- Troglohyphantes similis Fage, 1919 (Eslovènia)
- Troglohyphantes simoni Fage, 1919 (França)
- Troglohyphantes sketi Deeleman-Reinhold, 1978 (Eslovènia)
- Troglohyphantes solitarius Fage, 1919 (França)
- Troglohyphantes sordellii (Pavesi, 1875) (Suïssa, Itàlia)
- Troglohyphantes spatulifer Pesarini, 2001 (Itàlia)
- Troglohyphantes spinipes Fage, 1919 (Eslovènia)
- Troglohyphantes strandi Absolon & Kratochvíl, 1932 (Croàcia)
- Troglohyphantes subalpinus Thaler, 1967 (Alemanya, Àustria)
- Troglohyphantes svilajensis (Kratochvíl, 1948) (Croàcia)
  - Troglohyphantes svilajensis bosnicus (Kratochvíl, 1948) (Bòsnia-Hercegovina)
  - Troglohyphantes svilajensis noctiphilus (Kratochvíl, 1948) (Croàcia)
- Troglohyphantes tauriscus Thaler, 1982 (Àustria)
- Troglohyphantes thaleri Miller & Polenec, 1975 (Àustria, Eslovènia)
- Troglohyphantes trispinosus Miller & Polenec, 1975 (Eslovènia)
- Troglohyphantes troglodytes (Kulczyn'ski, 1914) (Bòsnia-Hercegovina)
- Troglohyphantes typhlonetiformis Absolon & Kratochvíl, 1932 (Àustria, Eslovènia)
- Troglohyphantes vicinus Miller & Polenec, 1975 (Eslovènia)
- Troglohyphantes vignai Brignoli, 1971 (Itàlia)
- Troglohyphantes wiebesi Deeleman-Reinhold, 1978 (Bòsnia-Hercegovina)
- Troglohyphantes wiehlei Miller & Polenec, 1975 (Àustria, Europa Oriental)
- Troglohyphantes zanoni Pesarini, 1988 (Itàlia)

### Troxochrota
Troxochrota Kulczyn'ski, 1894
- Troxochrota kashmirica (Caporiacco, 1935) (Kashmir)
- Troxochrota scabra Kulczyn'ski, 1894 (Europa)

### Troxochrus
Troxochrus Simon, 1884
- Troxochrus cirrifrons (O. P.-Cambridge, 1871) (Europa)
- Troxochrus laevithorax Miller, 1970 (Angola)
- Troxochrus nasutus Schenkel, 1925 (Europa)
- Troxochrus rugulosus (Oestring, 1851) (Suècia)
- Troxochrus scabriculus (Oestring, 1851) (Paleàrtic)

### Tubercithorax
Tubercithorax Eskov, 1988
- Tubercithorax furcifer Eskov, 1988 (Rússia)
- Tubercithorax subarcticus (Tanasevitch, 1984) (Rússia)

### Tunagyna
Tunagyna Chamberlin & Ivie, 1933
- Tunagyna debilis (Banks, 1892) (Rússia, Alaska, Canadà, EUA)

### Turbinellina
Turbinellina Millidge, 1993
- Turbinellina nigra (Millidge, 1991) (Argentina)
- Turbinellina tantilla (Millidge, 1991) (Brasil)

### Turinyphia
Turinyphia van Helsdingen, 1982
- Turinyphia clairi (Simon, 1884) (Europa Meridional)
- Turinyphia maderiana (Schenkel, 1938) (Madeira)
- Turinyphia yunohamensis (Bösenberg & Strand, 1906) (Xina, Corea, Japó)

### Tusukuru
Tusukuru Eskov, 1993
- Tusukuru hartlandianus (Emerton, 1913) (EUA)
- Tusukuru tamburinus Eskov, 1993 (Rússia)

### Tutaibo
Tutaibo Chamberlin, 1916
- Tutaibo affinis (Caporiacco, 1955) (Veneçuela)
- Tutaibo anglicanus (Hentz, 1850) (EUA)
- Tutaibo debilipes Chamberlin, 1916 (Perú)
- Tutaibo formosus Millidge, 1991 (Perú)
- Tutaibo niger (O. P.-Cambridge, 1882) (Brasil)
- Tutaibo phoeniceus (O. P.-Cambridge, 1894) (Guatemala fins a Veneçuela)
- Tutaibo pullus Millidge, 1991 (Colòmbia)
- Tutaibo rubescens Millidge, 1991 (Colòmbia)
- Tutaibo tristis Millidge, 1991 (Brasil)

### Tybaertiella
Tybaertiella Jocqué, 1979
- Tybaertiella convexa (Holm, 1962) (Oest, Àfrica Central i Oriental)
- Tybaertiella krugeri (Simon, 1894) (Àfrica)
- Tybaertiella peniculifera Jocqué, 1979 (Costa d'Ivori, Nigèria, Etiòpia)

### Typhistes
Typhistes Simon, 1894
- Typhistes antilope Simon, 1894 (Sri Lanka)
- Typhistes comatus Simon, 1894 (Sri Lanka)
- Typhistes elephas Berland, 1922 (Etiòpia)
- Typhistes gloriosus Jocqué, 1984 (Sud-àfrica)

### Typhlonyphia
Typhlonyphia Kratochvíl, 1936
- Typhlonyphia reimoseri Kratochvíl, 1936 (Europa Oriental)
  - Typhlonyphia reimoseri meridionalis Kratochvíl, 1978 (Croàcia)

### Typhochrestinus
Typhochrestinus Eskov, 1990
- Typhochrestinus titulifer Eskov, 1990 (Rússia)

### Typhochrestoides
Typhochrestoides Eskov, 1990
- Typhochrestoides baikalensis Eskov, 1990 (Rússia)

### Typhochrestus
Typhochrestus Simon, 1884
- Typhochrestus acoreensis Wunderlich, 1992 (Açores)
- Typhochrestus alticola Denis, 1953 (França)
- Typhochrestus bifurcatus Simon, 1884 (Espanya, Algèria)
- Typhochrestus bogarti Bosmans, 1990 (Marroc)
- Typhochrestus brucei Tullgren, 1955 (Suècia)
- Typhochrestus chiosensis Wunderlich, 1995 (Grècia)
- Typhochrestus curvicervix (Denis, 1964) (Tunísia)
- Typhochrestus cyrenanius Denis, 1964 (Líbia)
- Typhochrestus digitatus (O. P.-Cambridge, 1872) (Paleàrtic)
- Typhochrestus djellalensis Bosmans & Bouragba, 1992 (Algèria)
- Typhochrestus dubius Denis, 1949 (França)
- Typhochrestus epidaurensis Wunderlich, 1995 (Grècia)
- Typhochrestus fortunatus Thaler, 1984 (Illes Canàries)
- Typhochrestus hesperius Thaler, 1984 (Illes Canàries)
- Typhochrestus hispaniensis Wunderlich, 1995 (Espanya)
- Typhochrestus inflatus Thaler, 1980 (Suïssa fins a l'Àsia central)
- Typhochrestus latithorax (Strand, 1905) (Rússia, Canadà)
- Typhochrestus longisulcus Gnelitsa, 2006 (Ucraïna)
- Typhochrestus mauretanicus Bosmans, 1990 (Marroc, Algèria)
- Typhochrestus montanus Wunderlich, 1987 (Illes Canàries)
- Typhochrestus numidicus Bosmans, 1990 (Algèria)
- Typhochrestus paradorensis Wunderlich, 1987 (Illes Canàries)
- Typhochrestus pygmaeus (Sørensen, 1898) (Canadà, Groenlàndia)
- Typhochrestus simoni Lessert, 1907 (Europa)
- Typhochrestus spatulatus Bosmans, 1990 (Algèria)
- Typhochrestus splendidus Bosmans, 1990 (Algèria)
- Typhochrestus sylviae Hauge, 1968 (Noruega)
- Typhochrestus uintanus (Chamberlin & Ivie, 1939) (EUA)
- Typhochrestus ultimus Bosmans, 1990 (Algèria)
- Typhochrestus virilis Bosmans, 1990 (Algèria)